# Atlanta Clay Court Challenger
L'Atlanta Clay Court Challenger è stato un torneo professionistico di tennis giocato su campi in terra rossa. Faceva parte dell'ATP Challenger Series e si è giocata la sola edizione del 2006 ad Atlanta negli USA.

## Albo d'oro

### Singolare
| Anno | Campione        | Finalista      | Punteggio |
| ---- | --------------- | -------------- | --------- |
| 2006 | Diego Hartfield | Frank Dancevic | 7–5, 6–0  |

### Doppio
| Anno | Campioni              | Finalisti            | Punteggio |
| ---- | --------------------- | -------------------- | --------- |
| 2006 | Hugo Armando André Sá | Harel Levy Dudi Sela | 6–4, 6–4  |